# ایچو (برزیل)
ایچو (به پرتغالی: Ichu) یک منطقهٔ مسکونی در برزیل است که در باهیا واقع شده‌است. ایچو ۶٬۲۲۰ نفر جمعیت دارد.